# 川上宗薫
川上 宗薫（かわかみ そうくん、1924年4月23日 - 1985年10月13日）は、日本の小説家。本名はむねしげと読み、筆名もむねしげと読ませていた時期がある。愛媛県生まれ。

## 経歴
日本基督教団メソジスト派の牧師、川上平三の子として愛媛県東宇和郡宇和町卯之町（現在の西予市）に生まれる。大分県と長崎県で小学校時代を送り、1937年、鎮西学院中等部（現・鎮西学院高等学校）に首席入学。第七高等学校や長崎高等商業学校の入試に失敗し、1943年、西南学院高等学部商科に入学。1944年秋、長崎県大村の陸軍連隊に入隊。しかし肋膜炎を意図的に悪化させ、敗戦までの約1年間を入院患者として過ごす。
1945年8月9日、母と2人の妹を長崎原爆で喪う。このため父は棄教。宗薫は退院の手続きが偶然遅れたために被爆を免れた。
1946年に西南学院専門学校商科を卒業し、九州大学法文学部哲学科に入学、のち英文科に転科。1947年6月に最初の妻と入籍。大学に在籍する傍ら、長崎女子商業高等学校で英語を教えて生計を立てる。1948年3月、長女が誕生。1949年12月、大学4年生の時、『西日本新聞』の懸賞論文に『文学作品を読むこととは』を応募し三等に入選、賞金1000円を獲得。このころ学友会文藝部で小説を書き始める。1949年6月、『九大文学』に処女作『綿埃』を発表。同じ頃、同誌に川上翠雨の筆名で俳句を発表。
ウィリアム・ブレイクで卒論を書いて1950年に英文科を卒業した後、海星高等学校で教鞭をとるも1学期で退職し、千葉県東葛飾郡柏町（現・柏市）に移住。1950年から千葉県立東葛飾高等学校夜間部で英語を教える傍ら、北原武夫に師事して小説家を志す。1952年、同人誌『新表現』『日通文学』に参加。1955年、『企み』を『文學界』に、『或る目醒め』を『群像』に発表して商業デビューを果たす。1954年から1960年まで芥川賞候補に計5回挙がったが受賞を逸する。この間、1958年、『新潮』6月号に『文学をよそうと思う』を発表。
1959年、友人の水上勉が服の行商のかたわら書き上げた長篇『霧と影』を、河出書房の編集者坂本一亀に紹介する。だが、その後売れっ子作家となった水上に傲慢な振る舞いがあったことから、1961年、『新潮』6月号に短篇小説『作家の喧嘩』を発表。文壇的成功で先を越された自らの心情を戯画化した作品だったが、この作品のモデルにされた水上勉から名誉毀損で訴えられそうになり、菊村到や田畑麦彦に調停を依頼したが失敗。このため複数の新聞社の文化部記者に「小説に書かれたことを事実と思わないでくれ」と懇願し、『朝日新聞』の匿名コラムで「世の中には変わった作家もいるものだ。自作を宣伝するためにこんなことを言って歩いている」「作家にあるまじき卑劣な根性」と批判されたことがある（この匿名コラムの筆者は百目鬼恭三郎だった）。一方、水上の側でも川上夫妻をモデルに小説『好色』を書いた。このとき、川上の妻と思しき女性の陰部に関する事実めかした描写によって川上夫妻は大きく傷つけられ、特に川上夫人は自殺まで考えたという。この『作家の喧嘩』事件については、川上の親友の佐藤愛子も『終りの時』の題で小説化した。
この間、1960年に東葛飾高等学校を退職していたが、水上勉とのトラブルにより文芸誌からの註文が途絶え、持込原稿すら拒絶されるようになったため、大村彦次郎編集長の誘いで大衆文学の世界に進出。『小説現代』1966年6月号に発表した『リボンの過失』で中間小説誌デビューを果たす。1968年頃から官能小説の分野に進出、「失神派」と呼ばれるに至る。1969年、水上と川上の共通の友人である佐藤愛子の直木賞受賞を機に水上と和解。
流行作家になってからは妻子と別れ、中野新橋の芸者と所帯を持ち、銀座の複数ホステスと同棲し、最後は30歳下の音大生と結ばれた。
1979年、食道潰瘍の手術を受ける。1984年、リンパ腺癌が発見される。東京女子医科大学病院で闘病生活を送った後、1985年10月13日、東京都世田谷区成城の自宅にて死去。61歳没。川上の一番弟子を名乗る作家に浅利佳一郎がおり、浅利による読物小説「わが師、川上宗薫」（『小説新潮』掲載）の中に川上の最期を看取った夫人への誹謗表現があり問題となった。
川上の死後、未亡人は京都に引っ越したため、成城の旧川上邸は、色川武大が一時、間借りした。

## 作品への評価と人物像
川端康成は川上の愛読者であり、ある出版社から現代文学全集が企画されたとき、編集委員の一人として川上の作品を推したことがあった。筒井康隆もまた川上の純文学作品を高く買っており、『夏の末』を読んで感動のあまり一晩眠れなかったことがあると語っている。一方、師の北原武夫は川上の自伝的小説『流行作家』を贈られた際、その読後感として「君は生れながらに絶対に傷つくことのできない人なのです。失恋や何かしてちよつと傷ついても、その傷は永くは君の中に止まらず、すぐさまそれが癒えてしまふ人なのです」「その点、さういふものを必至の心の糧とする純文学といふのは元来君にとつては不向きで今のやうな仕事の方がずつと君には向いてゐます」（1973年3月9日付川上宛書簡）と批評した。
原爆で3人の家族を喪ったにもかかわらず、原爆体験についてほとんど何も書かなかった。「ああいうことを売りものにしたくないんだ」と発言したこともあった。例外的な作品の一つが初期の『残存者』であった。
ポルノ小説を書くにあたっても必ず「取材」をした。その際の女性との交渉を「仕入れ」、女性器を「構造」と呼んだ。
床上手としても名を馳せ、友人の吉行淳之介から「君の小説は全て実体験を書いているが、作品の中で女性が失神を繰り返すのを読むと、こんなことはあり得ないと思う読者もいるんじゃないかと思うんだ」と言われた時は「そういうことはむしろ控えめに書いている方だから」と笑って答えた。女性雑誌に「お手伝いさん募集」の広告を出した時には、川上に手を付けられることを期待した全国の女性から応募が殺到したこともある。「性豪」と呼ばれることもあったが、実際には身長163センチ、体重55キロの小柄な体格だったので、初めて会った女性から「もっと大きい人かと思ったわ」「もっとギラギラした感じの人かと思ってました」と言われることが多かった。
また、一時は自宅内で行う「ピンポン野球」に凝り、ハイレベルになるまで熱中した。
山藤章二のもとに突然電話をかけ、何の前置きもなく「巨人の山倉は、これからPTAに出かけるんで厚化粧した母親、って感じがしない?」と発言し、山藤を驚かせたことがある。山藤は川上の『わが好色一代』における「本屋の書棚に作家別の耳札が並んでいる。その中に自分の名を見たことがない。一縷の望みを抱いて捜す眼になる。その眼を店員か誰かに見られたのではないかと、万引でもした男のような心理で本屋から逃げ出す」という記述にいたく感動し、「名を成した作家として、こんな凄い文章は滅多に書けるものじゃない」と称賛した。川上の幼児性が好きだった山藤は、『笑っていいとも!』の友達の輪に自分の次のゲストとして紹介したが、生番組であるにもかかわらず川上は「尻の穴のふちどりにもいろいろあって…」と発言し、司会のタモリを慌てさせた。
巨大で獰猛な犬を好み、『闘犬記──アメリカン・ピット・ブル』（新潮社、1985年）のように犬に関する薀蓄を傾けた著書もある。犬に限らず猛獣が好きであり、その理由について「これは、自分の中に、<自分は弱者だ>という意識があるせいにちがいない。強いものへの憧れである」と語っている。闘犬愛好家でもあり、前述の本の中で自らのことを「愛犬家の敵である」と書いている。
プロレスも好きであったが、「誰が一番強いか」という話題にこだわり、話相手となった村松友視を閉口させた。
また、晩年は糸井重里の「萬流コピー塾」に参加して名取となったり、同じく糸井の企画である「夕刊イトイ」に参加するなど、旺盛な好奇心を持ち続けた。

## 著書

### 1956年 - 1965年
1956年
- 或る目ざめ 河出新書

1958年
- 魔性 現代社

1960年
- 憂鬱な獣 光風社
- 卒業前後 秋元書房

1961年
- 若い仲間 秋元書房
- 緑のグループ 秋元書房

1962年
- ただいま在学中 秋元書房
- 先生・先輩・後輩 秋元書房
- 背徳の夏 光風社
- ああ愉快 秋元書房
- 初めてのデイト 秋元書房

1963年
- 女子応援団 秋元書房
- 夜の果実 光風社
- 困った年ごろ 秋元書房
- 女子高校・男子高校 秋元書房
- いいきな高校生 秋元書房

1964年
- ねむたい 秋元書房
- 姉妹旅行 秋元書房

1965年
- レモンのような娘 秋元書房
- 色名帖 光風社
- 不倫の巡回 青樹社
- 心配ないよ 秋元書房
- 朝やけ夕やけ 秋元書房

### 1966年 - 1970年
1966年
- 色の階段 光風社書店
- 官能の女 青樹社
- うわさの学園 秋元書房
- 夜行性人間 光風社
- 肌色あつめ 青樹社
- ケンカでデイト 秋元書房

1967年
- デッカクいこう 秋元書房 (ファニイ・シリーズ)
- 禁断の夜話 青春出版社 (プレイブックス)
- 早春の死 秋元書房
- かなしみの海 集英社 (コバルト・ブックス)
- 渇きの日 青樹社
- ちゃっかり姉妹 秋元書房 (ファニィ・シリーズ)
- 恍惚の刻 青樹社
- 落ちる実 青樹社
- ミステーク高校生 学習研究社 (レモン・ブックス)
- 危険な娘たち 青樹社

1968年
- 夏の末 南北社
- めざめる女 秋元書房
- 誘惑の午後 講談社
- 春の渇き 講談社
- 贋教師 青樹社
- 痺れる女 コミック・ライブラリ社
- 夜ごとの肌 光風社書店
- オリーブは夢みる 集英社 (コバルト・ブックス)
- 失神する本 徳間書店 (Bed-side books)
- 女に魔法をかける本 日本文芸社 (nb books)
- 色道まつり 双葉新書 のち文庫
- 恍惚への招待 青樹社
- 北風ふたりだけ 集英社 (コバルト・ブックス)
- 性的な冒険 河出ベストセラーズ
- 七色の女 青樹社
- 歓ぶ女 コミック・ライブラリ社
- 水色の愛の挽歌 集英社 (コバルト・ブックス)
- 蜜月 講談社 のち文庫
- 悦楽の傷み 桃源社 (ポピュラー・ブックス)

1969年
- わたしは青い実 集英社 (コバルト・ブックス)
- 失神への誘い 徳間書店
- 恋戯 文芸春秋
- 好色大学 秋元書房
- ここ一番 双葉新書
- 好色物語 講談社
- 女体浮遊 徳間書店 (Bed-side-books)
- 不倫 文芸春秋 (ポケット文春)
- 青い空の下で 集英社 (コバルト・ブックス)
- 獣の誘惑 コミック・ライブラリ社
- 彼と犬とわたし 集英社 (コバルト・ブックス)
- 目下軟派修業中 光風社書店
- 女色 徳間書店 (Bed-side books)
- 女歴 講談社
- 魔女の館 秋元書房
- 多角関係 講談社
- 悲しきワンテンポ 集英社 (コバルト・メイツ)
- 好色涙あり 双葉新書 のちポケット文庫
- 女人禁制の本 ベストセラーズ (ベストセラーシリーズ)
- 夏の日のかなしみ 集英社 (コバルト・ブックス)
- 目下色道修業中 光風社書店
- 残された夏帽子 集英社 (コバルト・ブックス)

1970年
- いろごと 新潮社
- 好色修業 ベストセラーズ
- 銀座地獄変 講談社
- 色狩り 徳間書店 (Bed-side books)
- 好色一路 双葉新書
- 恍惚の裏 新潮社
- 色酔い 光風社書店
- 陰の生活者 集英社 (コンパクト・ブックス)
- 好色流転 双葉新書
- 狩人の歌 文芸春秋 (ポケット文春)
- 明日は会おうね 集英社 (コバルト・ブックス)
- 肉体演奏 講談社
- いじわるな唇 講談社
- 感度の問題 新潮社
- 女の中の風 光風社書店
- セクシイ・ポイント 秋元書店
- 陰の趣向 桃源社 (ポピュラー・ブックス)
- 男を喰う肌 徳間書店
- めざめる女 講談社 (ロマン・ブックス)
- もえる肌色 実業之日本社 (ホリデー新書)
- 赤い夜 文芸春秋 のち文庫
- いい感じ 徳間書店
- 失神派へのテクニック 実業之日本社 (ホリデー新書)

### 1971年 - 1975年
1971年
- 陰に開く花弁 文芸春秋 (ポケット文春)
- 陰に陽に 講談社
- 甘い日々 実業之日本社 (ホリデー新書)
- 色道候補生 双葉新書
- 性生活者 実業之日本社 (ホリデー新書)
- 泣き濡つ ベストセラー・ノベルズ のち文庫
- 秘戯の白書 光風社書店
- 女体 徳間書店
- 崩れた関係 桃源社 (ポピュラー・ブックス)
- 熟れる 双葉新書 のち文庫
- 感度良好異常なし 徳間書店
- 女の構造 徳間書店
- スキャンダラス 講談社
- 彼女は悪役 広済堂出版
- 惚けはてて 青樹社
- めざめ痺れて 青樹社
- 淫の技巧 ベストセラーズ
- 女の環 1971 (双葉新書)
- 口説けないのか 秋田書店  (サンデー新書)
- 肌あわせ 1971 (サンケイノベルス)
- 川上宗薫の女体実験 ベストセラー・ノベルス のち文庫
- 男女相対 新潮社
- 闇の記憶 講談社
- 狩人志願 文芸春秋  (ポケット文春) のちCR文庫

1972年
- 寝る 徳間書店
- 眼の下の隈 光風社書店
- 狐につままれた男 毎日新聞社
- 密室のバラード サンケイノベルス
- 催淫の行 1972 (ベストセラー・ノベルズ)
- 好色演戯 講談社
- 壁の耳 青樹社
- 女紋  (双葉新書)
- すきもの 集英社 (コンパクト・ブックス)
- 新銀座八丁 (サンケイノベルス)
- 例の話 (双葉新書)
- 不道徳講座 徳間書店
- 艶戯 (サンケイノベルス)
- 或る体質 中央公論社
- 色宴 (双葉新書)
- 突然の日 光風社書店
- 性の履歴書 徳間書店
- 昼と夜 集英社 (コンパクト・ブックス)
- 色癖 新潮社

1973年
- 流行作家 文芸春秋  のち文庫
- 宗薫のヘンな本 青樹社
- 愛の修業 実業之日本社
- 夜のブーケ 新潮社
- 感度 (双葉新書) のち文庫
- 馬と女 集英社
- 砂色の関係 (サンケイノベルス)
- 密室結婚 (ベストセラー・ノベルズ)
- 愛戯 青樹社
- 艶戯 続 - (サンケイノベルス)
- 蜜の味わい 集英社
- あの中 徳間書店
- ハウツープレイ 実業之日本社
- 新鮮な素材 集英社 (コンパクト・ブックス)
- 男女学校 秋田書店 (サンデー・ノベルス)
- コールガール (サンポウ・ノベルス)

1974年
- 眩(めまい）ベストセラー・ノベルズ のちケイブンシャ文庫
- 銀座プレイ紳士 ベストセラーシリーズ
- あの時 徳間書店
- あの手この手 徳間書店
- 肉体連呼 双葉新書
- 現代名器伝 光風社書店
- 浮気テスト 桃源社 (ポピュラー・ブックス)
- エロチカ地中海 青樹社
- ばれないように 集英社 (コンパクト・ブックス)
- 色づく肌 桃園書房
- 盗る 実業之日本社
- 女めぐり 新潮社
- 好みの肌 光風社書店
- 官能の部屋 スポーツニッポン新聞社出版局
- 官能二重奏 秋田書店 (サンデー・ノベルス)
- 惑乱 青樹社
- 達する 実業之日本社
- 貘食え 新潮社
- 娼婦の顔 光風社書店
- よろこび 桃源社 (ポピュラー・ブックス)
- 知る 実業之日本社
- おんな狩り ベストセラー・ノベルス
- 六人目の女 光文社 (カッパ・ノベルス) のち文庫
- ガールハンター 集英社 (コンパクト・ブックス)
- 真昼の娼婦 集英社
- ひっぴい先生遊蕩日誌 講談社 (ロマン・ブックス)
- 熟れたメロンの悲しみ 徳間ノベルス
- わるい癖 桃園書房
- 女の都 講談社 (ロマン・ブックス)
- 愛人ごっこ 光風社書店
- 蜜の記録 サンケイノベルス

1975年
- ゆきずり 集英社 (コンパクト・ブックス)
- 抱く 徳間書店
- 気が遠くなる 講談社 (ロマン・ブックス)
- 淫の舞い ベストセラー・ノベルズ
- 色ぐあい 広済堂出版 (Kosaido blue books)
- 挑む 実業之日本社 (Joy novels)
- 快楽経験 ベストセラー・ノベルズ
- 色の話 ペップ出版
- ふくらみ 集英社 (コンパクト・ブックス)
- 狂おしき 桃源社 (ポピュラー・ブックス)
- 吸い入れ 秋田書店 (サンデー・ノベルス)
- 紅の女 文芸春秋
- 宗薫官能場面集 けいせい
- それはないよ 講談社 (ロマン・ブックス)
- 浮気細工 巨朋社 (Mon book novels)
- 女の美食 講談社 (ロマン・ブックス)
- 銀座万葉集 ベストブック社 (Big bird novels)
- 女性動物 集英社 (コンパクト・ブックス)
- 女の景色 光風社書店
- 恐怖の顛末 実業之日本社 (Joy novels) のちケイブンシャ文庫
- トコ術入門 祥伝社 (ノン・ブック)
- 脂っこい夜 桃園書房
- 漁色 徳間書店

### 1976年 - 1980年
1976年
- 性的家族 桃源社 (ポピュラー・ブックス)
- 色ちがい (双葉新書)
- 肌狩り ベストブック社 (Big bird novels)
- やわ肌めぐり ベストセラー・ノベルズ)
- 白いふくらみ 双葉新書 のち文庫
- ことのあと 青樹社 (Big books)
- 感度詣り 集英社 (コンパクト・ブックス)
- 色めぐり 講談社 (ロマンブックス)
- 寝室の絵本 ベストセラー・ノベルズ)
- 女体検証 集英社 (コンパクト・ブックス)
- 脱ぐ 講談社 (ロマン・ブックス)
- 夜の息づき 桃園書房
- 官能の瞬間 青樹社 (Big books)
- 女ぎらい 徳間書店
- 潤む 徳間書店
- 乱れ花 徳間書店
- 熟れぐあい 祥伝社 (ノン・ノベル)
- 好色なカルテ ベストブック社 (Big bird novels)
- 色じかけ 桃園書房
- 暮れてゆく 講談社

1977年
- 熱い記憶 桃園書房 3月
- 異常反応 8月 (ベストセラー・ノベルズ)
- 女のメロディー 集英社, 5月
- 海外色あさり 秋田書店 3月- (サンデーノベルス男女学校)
- くどきのテクニック 実業之日本社 3月- (Joy novels)
- 高等技術 4月- (ベストセラー・ノベルズ)
- 社内情事 実業之日本社 9月- (Joy novels)
- 痴れごろ 祥伝社, 6月- (ノン・ノベル)
- 濡れどき 祥伝社 10月- (ノン・ノベル)
- 狙われた女 光文社 8月- (カッパ・ノベルス)
- 見かけと中身 青樹社 10月- (Big books)
- めぐりくる夜 徳間書店 7月
- 夜に動く 集英社 12月

1978年
- 処女もどき 桃園書房 1月
- 欧州色めぐり 講談社 1月- (ロマン・ブックス)
- 肌ぐるい 祥伝社 2月- (ノン・ノベル) のち文庫
- 春歌秋蕩 集英社 3月
- 性の衝撃 7月- (双葉新書)
- 好きくらべ 祥伝社 8月- (ノン・ノベル)
- 性なる家族 10月- (双葉新書)

告白的女性遍歴 サンケイ出版 10月
- 夜の残り 集英社 10月
- 闇の中の抱擁 桃園書房 12月
- 色しぐれ 祥伝社 12月- (ノン・ノベル)
- 花えらび 12月 (双葉新書)

1979年
- 夢のあと 青樹社 2月- (Big books)
- ふたり殺し 3月 (双葉新書)
- 窓の裸女 桃園書房 4月
- 教えて下さい 4月 (ベストセラー・ノベルズ) のち文庫
- 十三夜 講談社 5月 (ロマン・ブックス)
- 昼と夜と 青樹社 7月 (Big books)
- 感度 双葉社 8月
- 官能妻 9月 (グリーンアロー・ブックス)
- しびれる声 桃園書房 8月
- 濡れぐあい 9月 (ベストセラー・ノベルズ)
- 女紋 双葉社 11月
- 妖しい出会い 双葉社 12月 のち文庫
- 成熟祭り 祥伝社 12月- (ノン・ノベル)

1980年
- 酔いどれ好色一代男 桃園書房 1月
- 幸せな勘ちがい 青樹社 1月 (Big books)
- 肉欲の背景 徳間書店 2月
- 例の話 双葉社 2月
- 官能の気配 講談社 2月- (Roman books)
- 女学専攻中 双葉社 5月
- 紙上で夢みる 蝸牛社 5月
- 指の姦触 桃源社 7月
- 快感セミナー 青樹社 7月- (Big books)
- 不倫の証明 泰流社 7月- (Tairyu novels)
- 寝室探偵 光文社 8月- (カッパ・ノベルス)
- つまむ 実業之日本社 9月- (Joy novels)
- 人妻 広済堂出版 12月- (Kosaido blue books)
- 蜜の海 徳間書店 12月
- 好色の罠 祥伝社 12月- (ノン・ノベル) のち桃園文庫
- 夜の裸身 青樹社 12月- (Big books)

### 1981年 - 1985年
1981年
- 川上宗薫自撰全集 第1‐10巻（6冊未完）知人館 2月
- 淫景の夢 双葉社 2月 のち文庫
- 男ぐせ 桃源社 2月
- 官能教室 広済堂出版 2月- (Kosaido blue books)
- 銀座万葉集 グリーンアロー出版社 3月
- 悩まして春 桃園書房 3月
- 肌がらみ 双葉社 4月- (Futaba romans) のち文庫
- 待ちぼうけの自画像 文化出版局 7月
- 花弁の構造 8月 (グリーンアロー・ブックス)
- 女体さがし 祥伝社 7月- (ノン・ノベル) のち文庫
- 宗薫版・四畳半襖の下張り 有楽出版社 8月
- 浮気の献立 実業之日本社 9月- (Joy novels)
- あの関係 10月- (グリーンアロー・ブックス)
- 感度詣り 青樹社 9月- (Big books)
- 痛くしないで 第五出版 3月- (Love novels)
- 甘美な烙印 双葉社 11月- (Futaba romans)
- 踏み絵の夜 立風書房 10月
- テニスコートは雨空模様 カイラル出版 4月
- 触れている サンケイ出版 12月
- 正調しおふき節 有楽出版社 1月

1982年
- 匂う女 講談社 1月
- 桃子夫人と恋人たち サンケイ出版 3月
- 熟れざかり 祥伝社 8月- (ノン・ノベル)
- 女だらけ サンケイ出版 8月
- 遊蕩百景 桃園書房 11月
- 日本官能地図 広済堂出版 11月- (Kosaido blue books)

1983年
- わが好色一代 新潮社 2月
- 願望 2月 (グリーンアロー・ノベルス)
- 淫蕩な週末 日本文芸社 3月
- 夜の相談室 日本文芸社 3月
- バージン・ハンター 広済堂出版 3月- (Kosaido blue books)
- 木曜日の女 光文社 3月 (カッパ・ノベルス)
- 色ぐせ千変集 講談社 4月
- とどめ刺して サンケイ出版 5月
- 天地無用 河出書房新社 7月
- 川上宗薫芥川賞候補作品集 近代文芸社 8月
- 知りすぎた女 8月 (講談社ノベルス)
- よく似た女 光風社出版 11月 (Kofusha roman
- 好色壇の浦夜合戦記 青樹社 11月 (Big books)
- 女高生いじり 祥伝社 10月- (ノン・ノベル)
- 夜光虫 青樹社 2月- (Big books)
- 女を弾く 実業之日本社 11月- (Joy novels)
- 復讐する女 12月 (講談社ノベルス)
- 感じてる サンケイ出版 12月
- 初夜の浮気 双葉社 3月 (Futaba romans)
- 好色金瓶梅 広済堂出版 5月 (Kosaido blue books)

1984年
- 女優味くらべ 双葉社 2月- (Futaba romans)
- 夜のふるえ 光風社出版 4月- (Kofusha novels)
- 感度 4月 (グリーンアロー・ノベルス)
- 夏が殺した 光文社 7月 (カッパ・ノベルス)
- なんでも屋色事師 青樹社 5月 (Big books)
- 女の牙 10月 (光文社文庫)
- 淫画の女たち 祥伝社 9月- (ノン・ノベル)

私の快楽修行 ベストセラーズ 10月 (ワニ文庫)
- 浮気妻淫乱日記 双葉社 9月 (Futaba romans)
- 私版愛人バンク 双葉ノベルス 12月 のち文庫
- 不倫の肌 11月 (ケイブンシャ文庫)

1985年
- 濡れた罠 広済堂出版 1月 (Kosaido blue books)
- 大江戸女舞い サンケイノベルス 2月

闘犬記 アメリカン・ピット・ブル 新潮社 3月
- 絶頂バンク キャリアガール性典 4月 (グリーンアロー・ノベルス)
- 春を呼ぶ女たち 5月 (サンケイ・ノベルス)
- 女高生ごろし 祥伝社 6月 (ノン・ノベル)
- 撮された女 激写フライデー作戦 6月 (講談社ノベルス)

おれ、ガンだよ 海田書房 7月
- 淫霊 講談社 11月
- 官能病棟 茜新社 12月
- 背徳の美女 12月 (桃園文庫)

### 1986年 - 1990年
1986年
- 好色の罠 長編官能推理小説 祥伝社 2月 ノン・ポシェット
- 死にたくない! 遺作 サンケイ出版 4月
- 官能連鎖 双葉ノベルス 5月 のち文庫
- 好色の宴 5月 桃園文庫
- 白いネグリジェの女 9月 光文社文庫
- 傾斜面 海田書房 11月
- 白いふくらみ 12月 双葉文庫

1990年
- 成熟 長編サラリーマン官能小説 祥伝社 2月 ノン・ポシェット
- 早熟少女 祥伝社 12月 ノン・ポシェット
- つらぬく 茜新社 1月